# Чимберго
Чимберго, Чимберґо (італ. Cimbergo) — муніципалітет в Італії, у регіоні Ломбардія, провінція Брешія.
Чимберго розташоване на відстані близько 490 км на північ від Рима, 115 км на північний схід від Мілана, 60 км на північ від Брешії.
Населення — 547 осіб (2014).

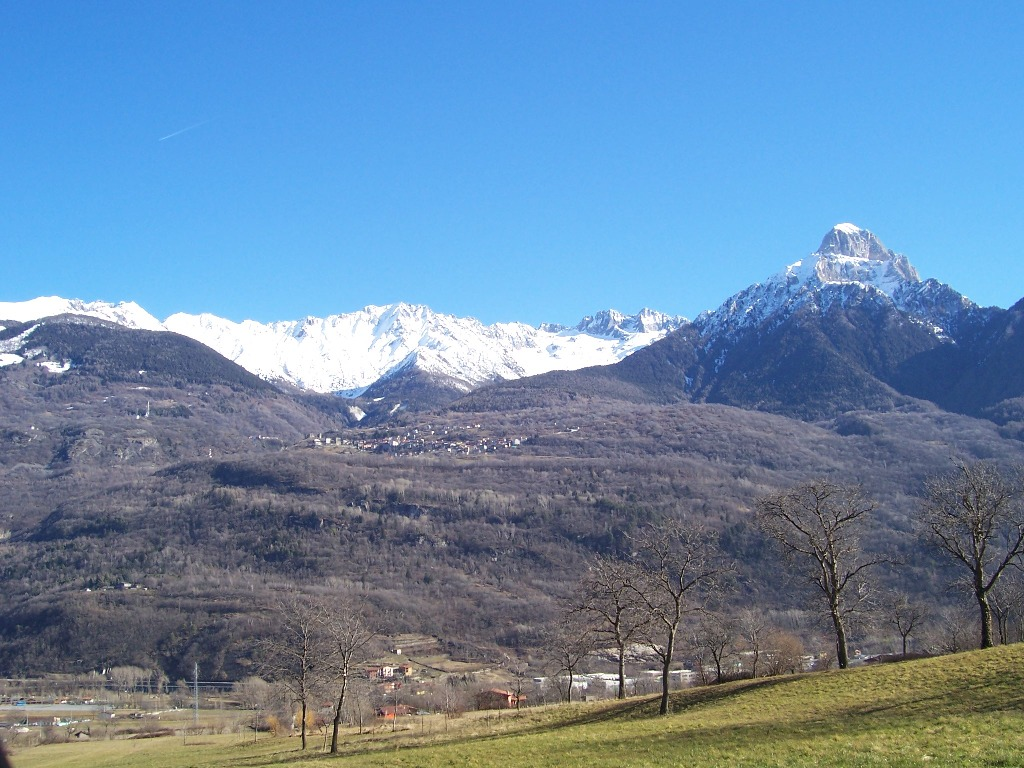

Щорічний фестиваль відбувається 15 серпня. Покровитель — Santa Maria.

## Демографія
Населення за роками:

Станом на 1 січня 2023 року в муніципалітеті офіційно проживало 6 іноземців з 5 країн.

## Сусідні муніципалітети
- Капо-ді-Понте
- Чедеголо
- Чето
- Чево
- Паспардо